# Otar Eranossian
Otar Eranossian (georgisch ოთარ ერანოსიანი; englisch Otar Eranosyan; * 20. August 1993 in Achalkalaki, Georgien) ist ein georgischer Profiboxer.

## Amateurkarriere
Der mehrfache georgische Meister nahm an den Europaspielen 2015 in Baku teil, wo er im Achtelfinale gegen Albert Selimow ausschied. Bei der Europameisterschaft 2015 in Samokow jedoch erreichte er unter anderem mit Siegen gegen Adlan Abduraschidow und Elian Dimitrow das Finale, wo er gegen Joseph Cordina unterlag und Vize-Europameister wurde. Bei der Weltmeisterschaft 2015 in Doha verlor er noch in der Vorrunde gegen Timur Beljak.
Bei den Olympiaqualifikationsturnieren 2016 in Samsun und Baku schied er jeweils frühzeitig aus, ebenso bei der Europameisterschaft 2017 in Charkiw nach einer Niederlage im Viertelfinale gegen Pawlo Ischtschenko. Bei der Weltmeisterschaft 2017 in Hamburg hingegen siegte er gegen Adilet Kurmetov, Shiva Thapa und Elnur Abduraimov, ehe er im Halbfinale gegen Lázaro Álvarez mit einer Bronzemedaille ausschied. Eine weitere Bronzemedaille gewann er bei den Europaspielen 2019 in Minsk nach einer Halbfinalniederlage gegen Gabil Mamedow. In der Vorrunde der Weltmeisterschaft 2019 in Jekaterinburg unterlag er gegen Daisuke Narimatsu.

### Weitere Erfolge (Auswahl)
- April 2019: 1. Platz beim David Kvachadze Tournament in Georgien[11]
- Oktober 2018: 3. Platz beim Viktor Liventsev Tournament in Belarus[12]
- April 2017: 1. Platz beim David Kvachadze Tournament in Georgien[13]
- August 2016: 1. Platz beim Akhmat Khadzhi Kadyrov Tournament in Russland[14]
- März 2016: 2. Platz beim Anatoliy Petrov Tournament in der Ukraine[15]
- Februar 2016: 1. Platz beim Bocskai Tournament in Ungarn[16]
- August 2014: 2. Platz bei der EU-Meisterschaft in Bulgarien[17]
- Juni 2014: 2. Platz beim Grand Prix Usti in Tschechien[18]
- April 2014: 1. Platz beim Feliks Stamm Tournament in Polen[19]

## Profikarriere
Eranossian boxt seit 2020 als Profi in den Vereinigten Staaten und steht seit April 2025 beim US-Promoter DMG Boxing unter Vertrag. Im Januar 2021 wurde er mit einem Sieg gegen Juan Peña (Kampfbilanz: 31-2) Nordamerikameister der NABA im Superfedergewicht.
Nach weiteren Siegen, unter anderem gegen Starling Castillo (16-0), gewann er am 9. August 2023 einen WBA-Titelausscheidungskampf gegen Roger Gutierrez (27-4).